# Лагос, Эдита
Глория Эдита Лагос Саэс (исп. Gloria Edith Lagos Sáez; 27 ноября 1962 — 2 сентября 1982) — перуанская революционерка, член Сияющего пути, убитая правительственными спецслужбами в возрасте девятнадцати лет.
Она была дочерью торговца из Аякучо, шестой из семи братьев и сестер. Получила традиционное по тем временам образование в монастырской школе в своем городе.
Её убийство вызвало широкий общественный резонанс и привлекло тысячи людей к участию в похоронах девушки. Позднее её могила была взорвана одним из эскадронов смерти под названием Коммандо имени Родриго Франко.